# الآمال (أسوان)
قرية الآمال هي إحدى القرى التابعة لمركز نصر النوبة في محافظة أسوان في جمهورية مصر العربية.